# Georg Bruchmüller

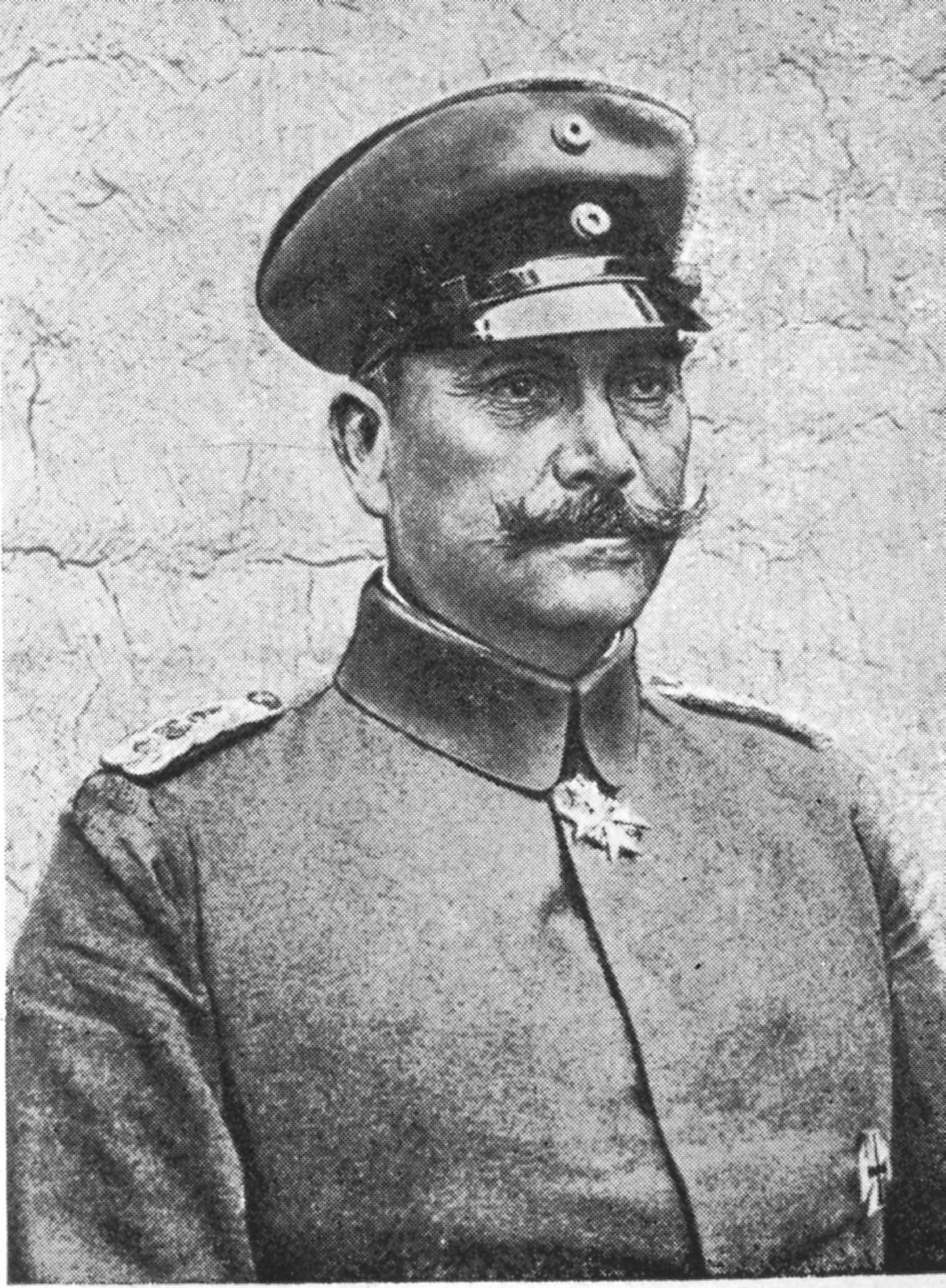
Georg Bruchmüller

Georg Bruchmüller, född 11 december 1863 och död 26 januari 1948, var en tysk militär.
Bruchmüller blev officer vid artilleriet 1885, major 1908 och överste 1918. Bruchmüller ledde som artilleribefälhavare artilleriförberedelsen vid 23:e reservkåren under genombrottsslagen vid Galizien 1917 och vid 18:e armén och stora högkvarteret under offensiven i Frankrike 1918. Bruchmüller har bland annat författat Die deutsche Artillerie in den Durchbruchsschlachten des Weltkrieges (2 upplagan 1922) och Die Artillerie beim Angriff im Stellungskrieg (1926). Överste Bruchmüller blev känd som Durchbruchmüller - en ordlek med Durchbruch (genombrott) och överstens namn.